# Royal Imtech N.V.
Royal Imtech N.V. is een voormalig Nederlands technisch dienstverlenend bedrijf op het gebied van elektrotechniek, automatisering en werktuigbouw. Op 13 augustus 2015 werd het bedrijf door de rechtbank van Rotterdam failliet verklaard.

## Profiel
Het bedrijf had circa 26.000 medewerkers en een jaaromzet van € 5 miljard. Imtech was werkzaam in tientallen landen, waaronder Nederland, België, Duitsland, Luxemburg, Curaçao, Spanje en het Verenigd Koninkrijk. Imtech Deutschland behartigde ook de zakelijke belangen in Polen, Roemenië, Oostenrijk, Finland en Rusland.
Het bedrijf leverde producten, techniek en diensten op het gebied van elektrotechniek, werktuigbouw, telecommunicatie en scheepvaart- en systeemtechnologie.
De aandelen Imtech waren genoteerd op de effectenbeurs van Euronext, waar Imtech was opgenomen in de AMX Index.

## Bedrijfsgeschiedenis
De geschiedenis van het bedrijf begon in 1860 toen diverse later binnen Imtech geïntegreerde ondernemingen (onder andere Van Rietschoten en Houwens en Rud. Otto Meyer) werden opgericht. Imtech zelf ontstond in 1993 uit een bundeling van 35 verschillende technische ondernemingen, waaronder Van Swaay & Scheeres het latere van Swaay toegangstechniek en nu Imtech Toegangstechniek, van Buuren van Swaay, GaWa en Nettenbouw. Al deze ondernemingen maakten deel uit van het conglomeraat Internatio-Müller, opgericht in 1970 en voortkomend uit de fusie van de handels- en scheepvaartconcerns Internatio (opr. 1863) en Wm H. Müller & Co (opr. 1876). In 1993 besloot de toenmalige raad van bestuur van Internatio-Müller dat binnen de activiteiten van het conglomeraat meer synergie gewenst was. Hierop werd besloten de 35 tot het conglomeraat behorende technische bedrijven, met een gezamenlijke omzet van destijds circa € 300 miljoen te bundelen. De naam Internatio-Müller (IM) komt terug in de nieuwe naam Imtech.
In plaats van mono-disciplinaire technische dienstverlening richtte Imtech zich op multidisciplinaire technische dienstverlening in diverse product-marktcombinaties. Dit was een ingrijpend proces, dat gefaseerd werd uitgevoerd. Ondernemingen met een geheel eigen naam en organisatie werden samengebracht in multifunctionele clusters en veel medewerkers kregen een nieuwe plek in de organisatie. Vanaf 1998 werd de naam Imtech - die vanaf 1993 in toenemende mate alleen intern gebruikt werd - ook extern gepresenteerd. Hierna volgde een verdere bedrijfsgroei, zowel autonoom als gekoppeld aan een reeks van overnames. Zo werden onder andere Saval, Turnkiek, Rud. Otto Meijer, PAC, Novocalor, Datelnet, Rheinelektra Technik, Radio Holland, EIA, Farnest Engineering, Meica Group en Brocom Automatisering overgenomen.

## Activiteiten
Begin 2015 had het bedrijf in Nederland drie divisies: Imtech Nederland (die dienstverlening biedt in de Gebouwen- en Industriemarkt), Imtech Traffic & Infra en Imtech Marine Group. De divisie ICT is verkocht als gevolg van de problemen in 2013 en 2014.
Imtech maakte in november 2010 de groeistrategie bekend voor periode 2011 tot en met 2015. In 2015 wil Imtech een omzet bereiken van € 8 miljard bij een operationele EBITA-marge tussen 6% en 7%. De groei zal gelijk verdeeld zijn over autonome groei en groei door acquisities. In het voorgaande vijfjarenplan, 2008 – 2012, ging Imtech uit van een omzetgroei naar € 5 miljard en een bedrijfsmarge van 6% in 2012.
Op 21 september 2011 werd het predicaat Koninklijk verleend. Daarmee gaat het bedrijf verder door het leven als Royal Imtech.
Op 12 maart 2012 werd bekend dat Imtech het Turkse bedrijf AE Arma-Elektropan heeft overgenomen. Het bedrijf heeft een jaaromzet van € 90 miljoen en telt 1200 werknemers. De overname wordt gezien door Imtech als dubbelslag, enerzijds wordt de positie verstevigd in Turkije en anderzijds wordt de horizon verbreed richting de landen in de regio.
In juli 2012 tekende Imtech een groot contract met Peter Jan Mulder, de CEO van Adventure World Warsaw, voor de verdere realisatie van het avonturenpark bij Warschau in Polen. Het ging om het complete projectmanagement, alle technische oplossingen en civiele constructie, inclusief het management van betrokken onderaannemers. Het contract vertegenwoordigde een waarde van € 620 miljoen. Imtech was eerder ook al betrokken bij de aanleg van de technische infrastructuur van het park. Deze opdracht had een waarde van € 60 miljoen. De totale order kwam daarmee uit op € 680 miljoen, de grootste Imtech opdracht ooit. Later bleek dat deze opdracht gebaseerd was op fraude door het Imtech management.

### Imtech Duitsland
Imtech was de algemene aannemer voor de technische uitrusting van de Deutsche Bank-torens in Frankfurt. Volgens de verslagen van de Handelsblatt in februari 2011, werd de manager van onderaannemers omgekocht met onder andere bordeel bezoeken. Dit zou kunnen uitmonden in het begin van 2010 in ruil wetsvoorstel meer uren. Het bedrijf heeft intern onderzocht.
Imtech Duitsland is betrokken bij YIT, Bosch en Siemens bij de bouw van de rook ventilatiesysteem van Flughafen Berlin Brandenburg. In 2012 werd bekend dat het systeem niet zal werken zonder een grondige renovatie. Het is de belangrijkste reden voor het uitstel van de opening van het vliegveld.
Op 7 augustus 2015 vroeg Imtech Duitsland faillissement aan bij de Duitse rechtbank. Ten tijde van de aanvraag had Imtech Duitsland 3500 werknemers in dienst.

## Crisis 2013-2015
In aanloop naar de problemen waarschuwde analist Teun Teeuwisse van ABN AMRO voor problemen rondom de financiering van het bedrijf. Er kwam minder geld binnen dan eruit ging, en lopende opdrachten werden als winst opgevoerd in de boeken. Hij verlaagde het advies van kopen naar verkopen. De waarschuwingen werden hevig ontkend door het bestuur van Imtech. In de tussentijd werd bekend dat grote hedge funds short posities innamen in de voormalige beurs"lieveling".

### Uitbreken fraude Polen
Op 4 februari 2013 werd bekend dat Imtech minimaal € 100 miljoen moet afschrijven op Poolse projecten.  De specifieke oorzaak was het project van het 240 hectare grote pretpark Adventure World in Warschau met hotels, restaurants en een elektriciteitscentrale. De hoofdoorzaak van de problemen was fraude. Hiernaast waarschuwde Imtech verplichtingen aan kredietgevers niet te kunnen nakomen. De nettoschuld van de groep bedroeg ongeveer € 800 miljoen per 31 december 2012. Beleggers verkochten massaal het aandeel Imtech en dat daalde met 48% in waarde op 4 februari 2013.
Het openbaar ministerie in Duitsland stelde een onderzoek in. Directeur Klaus Betz en Axel Glaß, financiën, verlieten het Duitse bedrijf. Opvolgers waren Jos Graauwmans en Jan van Middelkoop. De jaarrekening 2012, gecontroleerd door KPMG, kon niet zoals gepland op 5 februari 2013 worden gepresenteerd. De algemene vergadering van aandeelhouders op 3 april 2013 werd geannuleerd en later gehouden op 28 juni.

### Fraude in Duitsland
Op 27 februari 2013 werd bekend dat Imtech niet alleen problemen had met projecten in Polen, maar ook met projecten in Duitsland als gevolg van fraude. Hierdoor moest Imtech € 300 miljoen afschrijven en werd er een claimemissie van € 500 miljoen aangekondigd. Mede door de moeilijke marktomstandigheden in Nederland en Duitsland besloot Imtech in april 2013 tot een reorganisatie en daarmee kosten te sparen en de efficiency te verbeteren. De totale verwachte reorganisatielast in 2013 werd ingeschat op circa € 80 miljoen en zal leiden tot het verlies van circa 1300 banen.
De Vereniging van Effectenbezitters (VEB) dreigt de accountant Willem Riegman van KPMG aansprakelijk te stellen. Op 26 april 2013 maakte de VEB bekend dat ze ook de voormalig Imtech-bestuurders Van der Bruggen en Gerner aansprakelijk gaan stellen voor de schade die beleggers hebben geleden vanwege misleidende cijfers die door Imtech zijn gepubliceerd. In de zaak van dochteronderneming Ventilex moest dezelfde KPMG-accountant zich op 6 september 2013 voor de tuchtrechter verantwoorden.
Op 20 december 2013 maakte Imtech bekend dat de activiteiten in Duitsland achterblijven op andere landen. Het herstelplan voor Duitsland "Neue Imtech" heeft nog geen belangrijke verbeteringen opgeleverd.
De fraudezaak uit 2013 leidt er uiteindelijk toe dat Imtech bij de banken moet aankloppen voor hulp. Imtech krijgt een nieuwe kredietfaciliteit onder strikte voorwaarden, waaronder de vereiste dat de schuld tegen midden 2015 met € 400 miljoen moet dalen. Op 20 maart 2014 maakt Imtech bekend dat er in Zwitserland een geval van fraude was geconstateerd door de Zwitserse Imtech-tak Fritz & Macziol. De sombere vooruitzichten rond Imtech en de speculatie voor een nieuwe aandelenemissie begin april 2014 zorgde voor een daling van meer dan kwart van de waarde van het aandeel tussen 9 en 16 april 2014.

### Verkoop ICT-divisie
Op 17 april 2014 maakte Imtech bekend dat ze haar ICT-afdeling wil verkopen door middel van een veiling. In 2013 realiseerde deze divisie een omzet van € 740 miljoen en er werkten 2380 mensen. Eind augustus werd bekend dat het Franse VINCI de ICT-divisie voor € 225 miljoen zal overnemen.. Op 30 oktober 2014 is de verkoop afgerond. Imtech verkocht ook zijn belang in IHC Systems, een samenwerkingsverband met scheepsbouwer IHC, wat een boekwinst van € 12 miljoen opleverde.. De ICT-divisie gaat sinds 1 april 2015 door het leven als Axians.

### Tweede aandelenemissie
Op 7 oktober 2014 gaven de aandeelhouders hun goedkeuring aan een aandelenuitgifte met een waarde van € 600 miljoen, zijnde 60 miljard aandelen van 1 eurocent. Door gebrek aan interesse op deze prijs lukte de emissie maar half, en bleven de vier begeleidende banken zitten met 300 miljoen euro aan aandelen Imtech. Op 28 oktober 2014 werden 500 oude aandelen samengevoegd tot één nieuw aandeel met een reverse split. De koers van het aandeel Imtech is sinds het uitbreken van de fraude met ongeveer 99% gezakt.

### Actie VEB
De onderhandelingen van de VEB met het bestuur van Imtech hadden resultaat. Particuliere beleggers die lid waren van de VEB en die de aandelen bezaten op het moment dat de fraude aan het licht kwam op maandag 4 februari 2013, kregen een compensatie van 1 euro per aandeel, uitgesmeerd over vier jaar. Beleggers die later lid werden van VEB kunnen een vergoeding tegemoet zien van 50 eurocent. Accountant KPMG betaalde ook mee de schikking.

### Faillissement
Op 11 augustus 2015 vroeg Imtech uitstel van betaling aan. Dit volgde op het faillissement van de Duitse dochteronderneming en het niet kunnen verkrijgen van een nieuwe lening van € 75 miljoen. Op 13 augustus 2015 volgde het faillissement van het bedrijf.

### Nasleep
Direct na het faillissement op 13 augustus werd het onderdeel Imtech Marine overgenomen door Pon Holdings en de investeringsmaatschappij Parcom Capital. Vier dagen later nam investeringsmaatschappij Egeria de divisie Traffic & Infra van Imtech over. Op 18 augustus vroeg Imtech het faillissement aan voor het bedrijfsonderdeel Building Services bij de rechtbank in Rotterdam. Twee dagen later werden de onderdelen Imtech Belgium en Imtech Toegangstechniek overgenomen door respectievelijk het Belgische bouwbedrijf Cordeel en Zwitsers bedrijf Agta Record.
Begin oktober maakte het FIOD een strafrechtelijk onderzoek bekend naar de voormalige top van het bedrijf. Op 16 oktober 2015 meldde de VEB dat ze een van de betrokken KPMG-partners voor de tuchtrechter gaan slepen wegens zijn controle van de financiële rapportage van Imtech. In juni 2017 verzocht de VEB de toezichthouder Autoriteit Financiële Markten (AFM) ook kritisch te kijken naar de werkzaamheden van KPMG bij Imtech en zo nodig handhavend op te treden. KPMG keurde de jaarrekening over 2014 goed en zag de accountant geen onzekerheid over het voortbestaan van Imtech, vijf maanden voor het faillissement van Imtech.
Uiteindelijk volgde in augustus 2018 een onherroepelijke veroordeling van de raad van bestuur van Imtech bestaande uit Van der Bruggen (CEO) en Gerner (CFO). De AFM legde eerder beiden boetes op omdat zij beleggers onvolledig en misleidend informeerden over een pretparkproject in Polen, maar de twee gingen in beroep. Van der Bruggen moet een boete van 1 miljoen euro betalen en Gerner een boete van 500.000 euro. Gerner was verantwoordelijk voor het naar buiten brengen van informatie waarin de financiële situatie van Imtech te rooskleurig werd voorgesteld. Imtech had een bedrag van bijna 150 miljoen euro als betaling voor het Poolse project in de boekhouding opgenomen, terwijl er in werkelijkheid niets was betaald. Daardoor stond Imtech er financieel veel minder goed voor dan de belegger werd voorgehouden. Deze uitspraak is definitief.
De bestuurders worden begin 2019 gedagvaard.
Op 15 januari 2021 gaf de accountskamer een berisping aan de accountants van KPMG gelet op hun werkzaamheden over het boekjaar 2012. Over het boekjaar 2011 waren er al eerder KPMG accountants geschorst.
Op 23 november 2021 kwam naar buiten dat de drie grote Nederlandse banken gezamenlijk een tuchtklacht hebben ingediend tegen de twee curatoren, Jeroen Princen en Paul Peters. Op 24 oktober 2023 werd een schikking tussen de banken en de curatoren bekend. De banken zien nu af van hun claims op de boedel van ruim 1 miljard euro en betaalden ze de curatoren 28,8 miljoen euro. Over de ingediende klacht door de banken wordt niets naders bekend. Het afwikkelen van de boedel heeft tot november 2023 al 40 miljoen euro gekost.
Op 12 maart 2024 kwam naar buiten dat de curatoren met diverse partijen een laatste schikking van € 40 miljoen zijn overeengekomen. Hiermee kunnen in ieder geval de oud-werknemers alsnog worden uitbetaald. Op 9 mei 2024 verklaarden de curatoren dat ze na 9 jaar uiteindelijk 60 miljoen beschikbaar hebben gekregen voor de schuldeisers. mei 2025 kwam daar nog een bedrag bij middels een schikking met De Brauw van 300.000 euro.

## Resultaten
De forse daling van de omzet in 2014 is vooral het gevolg van de verkoop van de ICT-activiteiten met een omzet van ongeveer 0,7 miljard euro.
| Omzet- en winstgeschiedenis | Omzet- en winstgeschiedenis | Omzet- en winstgeschiedenis | Omzet- en winstgeschiedenis                    | Omzet- en winstgeschiedenis |
| Jaar                        | Omzet                       | Nettowinst                  | Operationele EBITA-marge/ na 2011 EBITDA-marge | Aantal werknemers           |
| --------------------------- | --------------------------- | --------------------------- | ---------------------------------------------- | --------------------------- |
| 2004                        | € 2,016 miljard             | € 44,0 miljoen              |                                                |                             |
| 2005                        | € 2,397 miljard             | € 50,8 miljoen              | 4,1%                                           | 14.519                      |
| 2006                        | € 2,839 miljard             | € 67,7 miljoen              | 4,5%                                           | 16.362                      |
| 2007                        | € 3,346 miljard             | € 91,9 miljoen              | 5,1%                                           | 18.231                      |
| 2008                        | € 3,859 miljard             | € 113,3 miljoen             | 5,5%                                           | 22.510                      |
| 2009                        | € 4,323 miljard             | € 126,2 miljoen             | 5,8%                                           | 22.955                      |
| 2010                        | € 4,481 miljard             | € 140,4 miljoen             | 6,2%                                           | 25.075                      |
| 2011                        | € 5,114 miljard             | € 150,4 miljoen             | 6,1%                                           | 27.412                      |
| 2012                        | € 5,433 miljard             | € −226,3 miljoen            | 0,0%                                           | 29.473                      |
| 2013                        | € 4,945 miljard             | € −696,6 miljoen            | -0,9%                                          | 26.168                      |
| 2014                        | € 3,922 miljard             | € −559,3 miljoen            | -0,8%                                          | 22.193                      |